# Adolf Alexanderson
Adolf Martin Joakim Alexanderson, född 12 juli 1800, födelseort okänd, död 9 mars 1888 i Jakob och Johannes församling i Stockholm, var en svensk jurist. Han var justitieråd mellan 1847 och 1870.
Alexanderson studerade vid Lunds universitet och disputerade för filosofie magistergrad 1820 och blev senare juris doktor. Han var sekreterare i lagutskottet vid urtima riksdagen 1834–1835. Alexanderson utsågs till assessor i Svea hovrätt 1837, till revisionssekreterare och byråchef i Justitiestatsexpeditionen 1840, till ledamot av lagberedningen 1845 och till expeditionschef i Justitiestatsexpeditionen samma år. Den 22 juni 1847 utsågs han till justitieråd, ett ämbete som han innehade tills han beviljades avsked från statlig tjänst 1870. Han blev 1845 riddare, 1858 kommendör och 1860 kommendör med stora korset av Nordstjärneorden.
Adolf Alexanderson var gift första gången med Sofia Catharina Lovisa Zethelius, dotter till brukspatronen Adolf Zethelius, och andra gången med Augusta Johanna Gustava Björklund. Han var i första äktenskapet far till Carl Alexanderson och farfar till justitierådet Nils Alexanderson.